# Hilara balearica
Hilara balearica är en tvåvingeart som beskrevs av Chvala 2008. Hilara balearica ingår i släktet Hilara och familjen dansflugor. Inga underarter finns listade i Catalogue of Life.